# Birger Salkvist
Birger Salkvist, född 24 november 1889 i Göteborg, död okänt år, var en svensk målare.
Salkvist studerade vid Göteborgs Musei-, Rit- och Målarskola samt under studieresor i utlandet. Separat ställde han ut på Galleri Orient i Göteborg och han medverkade i ett antal samlingsutställningar på Liljevalchs konsthall i Stockholm. Hans konst består av landskapsbilder och stadsvyer ofta med motiv från Stockholmstrakten utförda i olja. 